# NBA TV
NBA TV é uma rede americana de Televisão por assinatura dedicada ao esporte, de propriedade da National Basketball Association (NBA) e operada pela Warner Bros. Discovery através da TNT Sports. Focada no basquete, a emissora transmite exibições, temporada regular e jogos de playoffs da NBA, além de ligas profissionais de basquete correlatas. Oferece também conteúdo relacionado à NBA, como programas de análise, especiais e documentários. Com sede em Atlanta, Geórgia, a NBA TV é a emissora nacional dos jogos da NBA G League e da WNBA. Lançada em 2 de novembro de 1999, é a rede de assinatura mais antiga da América do Norte pertencente ou controlada por uma liga esportiva profissional.

## História
A rede foi lançada em 2 de novembro de 1999 como nba.com TV; o canal, que foi renomeado para o segundo e atual nome em 11 de fevereiro de 2003, operava originalmente em estúdios localizados na NBA Entertainment em Secaucus, Nova Jersey. A rede assinou um acordo de transporte plurianual com três dos cinco maiores provedores de cabo dos EUA, Cox Communications, Cablevision e Time Warner Cable, em 28 de junho de 2003; isso expandiu o alcance da rede para 45 milhões de lares com televisão paga nos EUA, além da distribuição em 30 países ao redor do mundo. Após o encerramento da rede de notícias esportivas CNN/SI pela Time Warner em 2002, muitos provedores de TV a cabo substituíram essa rede pela NBA TV.
A rede foi lançada principalmente com dois propósitos: servir como um canal para o pacote esportivo fora do mercado da liga NBA League Pass, além de apresentar informações estatísticas e de pontuação que eram mais facilmente acessíveis na era pré-banda larga. Inicialmente, o canal apresentava principalmente conteúdo de arquivo dos arquivos da NBA Entertainment no painel superior para preencher o tempo de programação. Ao longo do tempo, a rede acrescentou mais programação, incluindo ligas internacionais de basquete e programação da FIBA, geralmente inédita no mercado americano. O mix de programação e o formato do canal mudaram na mesma época do desligamento da CNN/SI.
Em 8 de outubro de 2007, foi relatado que a National Basketball Association transferiria as operações do canal para a divisão Turner Sports da Time Warner (operada pela subsidiária Turner Broadcasting System da empresa).
Turner assumiu as operações do canal em 28 de outubro de 2008 e começou a utilizar os mesmos locutores e analistas das transmissões da NBA na TNT. A programação de análise e notícias também passou por uma atualização, com a produção dos programas sendo transferida para o Studio B no Turner Studios em Atlanta, Geórgia, localizado ao lado do Studio J, onde o programa pós-jogo da TNT, Inside the NBA, é transmitido. As reprises dos jogos da NBA na TBS e TNT começaram em 2009, sob o nome de NBA Classics.

## Contratos de transporte
Em 16 de abril de 2009, a DirecTV anunciou que havia chegado a um acordo de transporte com a NBA para continuar a transmissão da NBA TV, transferindo-a (juntamente com o pacote esportivo fora do mercado NBA League Pass) do nível complementar Sports Pack do provedor de satélite para seu pacote básico Choice Xtra de preço mais baixo a partir de 1º de outubro de 2009. A DirecTV acredita que essa mudança disponibilizará o canal para mais oito milhões de assinantes.
Em 4 de junho de 2009, a Comcast anunciou que havia chegado a um acordo com a NBA para transferir o canal do pacote de entretenimento esportivo do provedor de TV a cabo para seu pacote Digital Classic de nível básico, no início da temporada 2009-10 da NBA. Semelhante à DirecTV, a Comcast estimou que mais oito milhões de clientes teriam efetivamente acesso ao canal. A Verizon FiOS adicionou o canal e o NBA League Pass aos seus sistemas em 23 de setembro de 2009. A rede também firmou novos acordos plurianuais com a Time Warner Cable, Cablevision e Dish Network em 22 de outubro de 2009, além de renovar um acordo com a Cox Communications no início do ano.
Com todos os acordos de transporte mencionados acima, a NBA estima que aumentaria o alcance geral de assinantes da NBA TV para 45 milhões de lares de televisão paga. Em 29 de outubro de 2010, a AT&T U-verse chegou a um acordo de transporte para transmitir os feeds padrão e de alta definição do canal.
A NBA TV não está disponível para clientes antigos da Charter Communications que utilizam planos de faturamento desatualizados, os quais carregavam a rede como NBA.com TV antes de 2004, devido a conflitos de transporte desconhecidos. O NBA League Pass também não estava disponível na Charter até o início de uma implementação mais ampla para a temporada 2020-21. Em 18 de maio de 2016, a Charter adquiriu a Time Warner Cable e a Bright House Networks por US$ 78,7 bilhões, ambas transportando a NBA TV. A NBA TV tornou-se disponível para os clientes da Charter a partir de fevereiro de 2017, desde que o cliente migre para o novo plano de faturamento 'Spectrum', que uniu Charter, Time Warner Cable e Bright House Networks sob a marca Spectrum. Importante notar que essas questões provavelmente não estão relacionadas à nomenclatura herdada da arena do Charlotte Hornets, o  Spectrum Center.
Desde junho de  2023, the channel was available in 38.6 million homes in the United States.

## Programação
A NBA TV oferece programas de notícias dedicados ao basquete diariamente, além de apresentar programas que exploram a vida de jogadores de basquete individualmente, documentários com foco em times específicos da NBA durante a temporada e transmissões arquivadas de jogos reconhecidos.
A NBA TV transmite pelo menos 90 jogos da temporada regular por temporada, geralmente sendo exibidos quatro dias por semana durante a temporada da NBA. As transmissões ocorrem principalmente às segundas, quintas e sábados, embora jogos ocasionais de quarta, sexta e domingo possam ser transmitidos no caso de a ESPN não deter os direitos de cobertura nessas noites. Além disso, a NBA TV apresenta alguns jogos dos playoffs da primeira rodada e oferece cobertura exclusiva do draft da NBA.
Os jogos ao vivo na NBA TV estão sujeitos a restrições locais de blackout, uma vez que a NBA TV, apesar de ser propriedade da liga, não detém os direitos exclusivos de transmissão de nenhum de seus jogos. Os jogos transmitidos pela NBA TV também são exibidos pelo detentor local dos direitos de cada time, seja uma rede esportiva regional ou uma estação de televisão aberta.
A NBA TV também exibe jogos internacionais, geralmente nas noites de sábado, com destaque especial para a Euroliga e a equipe do Maccabi Tel Aviv  de Israel. Em abril de 2005, a NBA TV transmitiu pela primeira vez as finais da Associação Chinesa de Basquete.
O programa principal do canal é o NBA Gametime Live, que se concentra em manchetes de notícias da NBA e ligas relacionadas (incluindo WNBA e G League), destaques e análises de jogos em andamento. O programa é apresentado por um âncora e analistas de estúdio, sendo transmitido ao vivo seis dias por semana. Em noites de jogos da TNT fora dos playoffs, a edição daquela noite do Inside the NBA é repetida, adiando a transmissão do NBA Gametime Live. Uma versão editada de 90 minutos da transmissão é reprisada durante a noite e nas primeiras horas da manhã.
Em 11 de outubro de 2017, foi anunciado que a franquia Players Only, que estreou na temporada anterior na TNT, exibiria jogos ao vivo na NBA TV a partir de 24 de outubro de 2017 e todas as terças-feiras subsequentes durante o primeiro semestre da temporada 2017–18, antes de fazer a transição para a TNT pelo restante da temporada regular a partir de 23 de janeiro de 2018. Após o cancelamento de Players Only em 2019, os jogos noturnos de terça-feira (primeira parte) e segunda-feira (segunda parte) na NBA TV foram renomeados como NBA TV Center Court, com Brian Anderson cuidando dos jogos de terça-feira à noite e Spero Dedes dos jogos de segunda-feira à noite. Eles se juntam a Greg Anthony e Dennis Scott. Com a TNT movendo seus jogos principais para as terças-feiras em 2021 durante a temporada regular da NFL (evitando assim a competição com o Thursday Night Football), o NBA TV Center Court foi transferido para as noites de segunda-feira, embora continuasse a transmitir transmissões selecionadas às terças-feiras, quando a TNT tivesse outros compromissos de programação.
A partir de 2021, a NBA TV começou a transmitir um pacote de jogos de basquete universitário da Southwestern Athletic Conference (SWAC) masculino e feminino em fevereiro, como parte das celebrações do Mês da História Negra. Isso representou as primeiras transmissões de jogos de basquete universitário pela NBA TV.

### Lista de programas transmitidos pela NBA TV
- 10 antes da dica
- TV 3D
- Além da pintura
- Livros e Basquete
- Cinema na quadra
- Jogo do dia
- Clássicos de madeira dura (1999-presente)
- Tops altos: peças do mês
- Inside the NBA (2003-presente) (encore transmissões dentro de 12 horas da exibição original na TNT )
- NBA 360
- Acesso NBA com Ahmad Rashad
- Ação da NBA (2003-presente)
- Basqueteografia da NBA
- NBA.com Fantasy Insider
- NBA CrunchTime – concentra-se em jogos da NBA ao vivo até o toque da campainha, inclui CrunchTime Alert, semelhante ao NBA Scores
- Ajuste da NBA
- NBA Gametime Live (2008-presente)
- NBA Gametime Live Specials (por exemplo, mock draft, atualizações de agente livre, prévias de temporada, atualizações de prazos de negociação, prévias de playoffs)
- Vídeo inicial da NBA
- Festa do aro da NBA
- Coisas internas da NBA (2013–2016)
- NBA Jam
- Jornadas da NBA
- Presentes da NBA
- Apresentação de slides da NBA
- Especiais da NBA
- Os 10 melhores jogos da semana da NBA TV
- Confronto da NBA TV Marquee
- Originais de TV da NBA
- Cofre da NBA
- NBA com fio
- Audiência pública
- Reprodução dos playoffs
- NBA de verdade
- Campo de treinamento real
- Shaqtin' a Fool (2013-presente)
- A batida
- Os iniciantes (2006–2019)
- NBA vintage
- Ação WNBA

## Alta definição
A NBA TV HD é um feed de transmissão simultânea em alta definição 1080i da NBA TV, disponível na maioria dos provedores. Todos os programas de estúdio e originais são gravados em HD, e todos os jogos ao vivo e retransmissões recentes de jogos são transmitidos em HD. A versão em alta definição deste canal foi lançada em 2007.

## Personalidades
O apresentador do estúdio e os analistas variam na transmissão de cada noite do NBA Gametime .

### Apresentadores de estúdio e passo a passo
- André Aldridge (2005-presente)
- Brian Anderson (2014-presente)
- Kevin Calabro (2012–2014, 2022–presente)
- Vince Cellini (2009-presente)
- Scott Cole (2018-presente)
- Spero Dedes (2003-presente)
- Ian Eagle (2012-presente)
- Kevin Frazier (2021-presente)
- Michael Grady (2021-presente)
- Jared Greenberg (2011-presente)
- Bob Fitzgerald (2020-presente)
- Ernie Johnson (2008-presente)
- Rick Kamla (2002-presente)
- Kristen Ledlow (2016-presente)
- Allie LaForce (2018-presente)
- Adam Lefkoe (2020-presente)
- Joel Meyers (2020-presente)
- Chris Miles (2018-presente)
- Ro Parrish (2016-presente)
- Pete Pranica (2018-presente)
- Ahmad Rashad (2007-presente)
- Stephanie pronta (2018-presente)
- Kevin Ray (2019-presente)
- Casey Stern (2015-presente)
- Matt Winer (2010-presente)
- Nabil Karim (2022-presente)
- Kelly Crull (2023-presente)
- Ashley ShahAhmadi (repórter lateral da 1ª rodada dos playoffs da NBA de 2023 até o presente)

### Analistas de estúdio e comentaristas de cores
- David Aldridge (2008-presente)
- Greg Anthony (2010-presente)
- Brent Barry (2009-presente)
- Vinny Del Negro (2013-presente)
- Rick Fox (2010-presente)
- Mike Fratello (2008-presente)
- Channing Frye (2020-presente)
- Brendan Haywood (2016-presente)
- Grant Hill (2016-presente)
- Stu Jackson (2016-presente)
- Bernard King (2010-presente)
- Brevin Knight (2009-presente)
- Kyle Korver (2021-presente)
- Kevin McHale (2009–2011; 2016 – presente)
- Sam Mitchell (2008–2010; 2013–2015, 2016–presente)
- Shaquille O'Neal (2011-presente)
- Candace Parker (2018-presente)
- Morris Peterson (2011-presente)
- Dennis Scott (2009-presente)
- Kenny Smith (2008-presente)
- Steve Smith (2008-presente)
- Isiah Thomas (2012-presente)
- Dwyane Wade (2019-presente)
- Chris Webber (2008-presente)
- Lloyd Pierce (2023 até o presente)

### Colaboradores
- Joe Bórgia
- Sekou Smith
- Lang Whitaker

### Outros anfitriões
Os iniciantes (2006–2019)
- Leigh Ellis
- Trey Kerby
- Tas Melas
- JE Skeets

Coisas internas da NBA (2013–2016)
- Grant Hill
- Kristen Ledlow

### Ex-anfitriões e analistas
- Marv Albert (2010)
- Derrick Coleman (2009)
- Antonio Davis (2008–2012)
- LaPhonso Ellis (2009)
- Marc Fein (2008–2011)
- Lawrence Frank (2010)
- Matt Harpring (2010)
- Lionel Hollins (2013)
- Eddie Jordan (2008–2009)
- Tracy McGrady (2013)
- Kyle Montgomery [13] (2009–2013)
- Gary Payton (2008–2009)
- Scot Pollard (2009–2014)
- Syleys Roberts (2012–2015)
- Byron Scott (2013)
- Eric Neve (2008–2010)
- Jerry Stackhouse (2010–2016)
- Reggie Theus (2008–2009)
- Stan Van Gundy (2019–2020)

## NBA TV Internacional
NBA TV International é um feed da NBA TV disponível em países fora dos Estados Unidos, utilizando o mesmo estúdio para segmentos de análise e comentários, além de programação gravada (exceto para eventos e destaques da FIBA), mas em grande parte transmite uma programação de jogos diferente da do canal dos EUA. A NBA TV International exibe um ou dois jogos ao vivo da temporada regular por dia, com cobertura atrasada de playoffs selecionados que não são transmitidos ao vivo pela NBA TV. Inclui todas as semifinais, finais e finais de conferência, bem como jogos e competições All-Star ao vivo, e mais jogos dos EUA transmitidos nacionalmente pela televisão (como aqueles vistos na ABC, TNT, ESPN e feed dos EUA da NBA TV); os direitos desses jogos são, em vez disso, vendidos a redes de televisão nacionais em cada território. A partir de 2022, a NBA TV International pode ser vista em 100 países por meio dos seguintes parceiros:
- Sky Itália ( Itália )
- Sky Deutschland ( Áustria e Alemanha )
- Sky Suíça ( Suíça )
- DirecTV ( América do Sul )
- Canal+ (França)
- TV8 até 2017; Saran Holding desde 2017 ( Turquia )
- NTV Plus ( Rússia )
- OTE TV ( Grécia )
- Fluxo ( Argentina )
- NOS desde 2015; MEO desde fevereiro de 2017 ( Portugal )
- Telkom ( Indonésia )
- Rakuten ( Japão )
- TrueVisions ( Tailândia )
- Tencent ( China Continental )
- SK Telecom, KT e LG U+ ( Coreia do Sul )
- Starhub ( Cingapura )
- Astro ( Brunei e Malásia )
- StarTimes (2013-2016); Kwesé Sports (2017-2019) ( África Subsaariana )
- Mts TV ( Sérvia )
- BT Consumer, Sky UK e Ireland e Virgin Media ( Reino Unido e Irlanda )
- Kujtesa ; ArteMovimento ; IPKO ( Kosovo )

A NBA TV Canada, sendo a versão canadense do canal, transmite algumas das mesmas transmissões de jogos do principal serviço dos EUA, ESPN e TNT, em vez do pacote de jogos secundário encontrado na NBA TV International.
Em 16 de outubro de 2010, a NBA Premium TV foi lançada nas Filipinas. Era uma transmissão redirecionada da NBA TV, transmitindo jogos na televisão local e nacional nas Filipinas. No entanto, foi encerrada em 1º de outubro de 2019, quase 9 anos após o início de sua existência.
Em fevereiro de 2012, a NBA TV International foi disponibilizada na NBA. TV como canal de assinatura de internet fora dos Estados Unidos.
Na rede de canais beIN no mundo árabe, a NBA TV não está disponível, embora o beIN Sports NBA transmita alguns dos mesmos jogos.
Em 31 de julho de 2020, foi lançada a versão filipina do canal, NBA TV Filipinas .

## Críticas à transmissão dos playoffs anteriores
A NBA TV foi criticada no passado por sua cobertura dos playoffs da primeira rodada, limitando-se a repassar a transmissão de um jogo de uma rede esportiva regional para transmissão nacional. Isso resultava na amplificação da transmissão do time escolhido e, consequentemente, podia gerar preconceito a favor desse time em nível nacional. A partir dos playoffs da temporada 2011-12, a NBA TV iniciou a produção de transmissões nacionais completas e neutras para esses jogos, buscando oferecer uma cobertura mais imparcial e equilibrada.